# Cascada de Piedra Volada
Cascada de Piedra Volada (hiszp. Cascada de Piedra Volada) – 453-metrowy wodospad w wąwozie Barranca de Candameña w pasmie górskim Sierra Tarahumara (część łańcucha górskiego Sierra Madre Zachodnia) w Meksyku (stan Chihuahua). Jest to największy wodospad tego kraju, istnieje jednak tylko podczas pory deszczowej. W odległości około 4 km od niego jest wodospad Cascada de Bassaseachic.
Oba wodospady znajdują się w Parku Narodowym Cascada de Bassaseachic.